# 111 (nombre)
Pour les articles homonymes, voir 111 (homonymie).
Le nombre 111 (cent-onze ou cent onze)  est l'entier naturel qui suit 110 et qui précède 112.

## En mathématiques
Le nombre 111 est :
- le nombre semi-premier 3 × 37,
- le 3e répunit,
- le 6e nombre ennéagonal,
- un nombre Harshad en base dix,

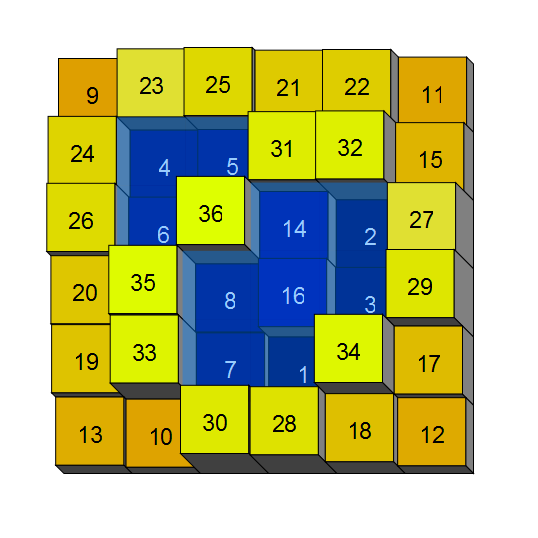
Dans ce carré magique, la somme des nombres de chaque ligne, de chaque colonne et de chaque diagonale est 111.

- la constante magique de tous les carrés magiques normaux d'ordre 6 et du plus petit carré magique n'utilisant que des nombres premiers et 1 :

| 31 | 73 | 7  |
| 13 | 37 | 61 |
| 67 | 1  | 43 |

## Dans d'autres domaines
Le nombre 111 est :
- le numéro atomique du roentgenium, précédemment appelé unununium, un métal de transition,
- un score au cricket, généralement appelé « Nelson » dans les pays anglo-saxons,
- le numéro de la sourate Al-Massad dans le Coran,
- le numéro d'urgences légères, mis en place par le National Health Service (NHS) au Royaume-Uni.
- le numéro de la chambre de Brendon Urie dans le vidéoclip de Miss Jackson.